# Canton de Falaise
Le canton de Falaise est une circonscription électorale française du département du Calvados créée par le décret du 17 février 2014 et entrée en vigueur lors des élections départementales de 2015.

## Histoire
Un nouveau découpage territorial du Calvados entre en vigueur en mars 2015, défini par le décret du 17 février 2014, en application des lois du 17 mai 2013 (loi organique 2013-402 et loi 2013-403). Les conseillers départementaux sont, à compter de ces élections, élus au scrutin majoritaire binominal mixte. Les électeurs de chaque canton élisent au Conseil départemental, nouvelle appellation du Conseil général, deux membres de sexe différent, qui se présentent en binôme de candidats. Les conseillers départementaux sont élus pour 6 ans au scrutin binominal majoritaire à deux tours, l'accès au second tour nécessitant 12,5 % des inscrits au 1er tour. En outre la totalité des conseillers départementaux est renouvelée. Ce nouveau mode de scrutin nécessite un redécoupage des cantons dont le nombre est divisé par deux avec arrondi à l'unité impaire supérieure si ce nombre n'est pas entier impair, assorti de conditions de seuils minimaux. Dans le Calvados, le nombre de cantons passe ainsi de 49 à 25.

## Représentation
| Période élective | Période élective | Mandat | Mandat   | Identité              | Nuance | Nuance | Qualité |
| ---------------- | ---------------- | ------ | -------- | --------------------- | ------ | ------ | --- |
| 2015             | 2021             | 2015   | 2021     | Clara Dewaële-Canouel |        | UDI    | Employée d'agence immobilière Maire de Crocy (2014-2020) Conseillère municipale de Falaise (depuis 2020) Ancienne conseillère générale du canton de Morteaux-Coulibœuf |
| 2015             | 2021             | 2015   | 2021     | Claude Leteurtre      |        | UDI    | Chirurgien retraité Président de la communauté de communes du Pays de Falaise Ancien conseiller général du canton de Falaise-Sud                                       |
| 2021             | 2028             | 2021   | en cours | Clara Dewaële         |        | UDI    | Conseillère municipale de Falaise 3e vice-présidente du conseil départemental                                                                                          |
| 2021             | 2028             | 2021   | en cours | Jean-Yves Heurtin     |        | DVC    | Agriculteur Maire d'Ouilly-le-Tesson Président de la chambre d'agriculture du Calvados                                                                                 |

### Résultats détaillés

#### Élections de mars 2015
À l'issue du 1er tour des élections départementales de 2015, trois binômes sont en ballottage : Clara Dewaële-Canouel et Claude Leteurtre (UDI, 45,86 %), Hervé Maunoury et Anne Pollet (PS, 28,31 %) et Christian Durant et Christelle Lechevalier (FN, 25,82 %). Le taux de participation est de 55,3 % (10 858 votants sur 19 636 inscrits) contre 51,43 % au niveau départemental et 50,17 % au niveau national.
Au second tour, Clara Dewaële-Canouel et Claude Leteurtre (UDI) sont élus avec 47,33 % des suffrages exprimés et un taux de participation de 54,92 % (4 904 voix pour 10 779 votants et 19 627 inscrits).

#### Élections de juin 2021
Le premier tour des élections départementales de 2021 est marqué par un très faible taux de participation (33,26 % au niveau national). Dans le canton de Falaise, ce taux de participation est de 38,46 % (7 685 votants sur 19 982 inscrits) contre 34,31 % au niveau départemental. À l'issue de ce premier tour, deux binômes sont en ballottage : Clara Dewaële et Jean-Yves Heurtin (DVC, 48,89 %) et Delphine Alleno et Hervé Maunoury (Union au centre et à gauche, 35,82 %).
Le second tour des élections est marqué une nouvelle fois par une abstention massive équivalente au premier tour. Les taux de participation sont de 34,3 % au niveau national, 34,65 % dans le département et 39,66 % dans le canton de Falaise. Clara Dewaële et Jean-Yves Heurtin (DVC) sont élus avec 56,99 % des suffrages exprimés (4 288 voix pour 7 925 votants et 19 981 inscrits),,.

## Composition
Le nouveau canton de Falaise comprend cinquante-sept communes entières.
| Nom                             | Code Insee | Intercommunalité      | Superficie (km2) | Population (dernière pop. légale) | Densité (hab./km2) | Modifier                                    |
| ------------------------------- | ---------- | --------------------- | ---------------- | --------------------------------- | ------------------ | ------------------------------------------- |
| Falaise (bureau centralisateur) | 14258      | CC du Pays de Falaise | 11,84            | 7 744 (2022)                      | 654                | modifier les données · modifier les données |
| Aubigny                         | 14025      | CC du Pays de Falaise | 5,02             | 299 (2022)                        | 60                 | modifier les données · modifier les données |
| Barou-en-Auge                   | 14043      | CC du Pays de Falaise | 8,35             | 64 (2022)                         | 7,7                | modifier les données · modifier les données |
| Beaumais                        | 14053      | CC du Pays de Falaise | 10,73            | 167 (2022)                        | 16                 | modifier les données · modifier les données |
| Bernières-d'Ailly               | 14064      | CC du Pays de Falaise | 9,39             | 212 (2022)                        | 23                 | modifier les données · modifier les données |
| Bonnœil                         | 14087      | CC du Pays de Falaise | 7,19             | 123 (2022)                        | 17                 | modifier les données · modifier les données |
| Bons-Tassilly                   | 14088      | CC du Pays de Falaise | 9,38             | 392 (2022)                        | 42                 | modifier les données · modifier les données |
| Cordey                          | 14180      | CC du Pays de Falaise | 4,52             | 153 (2022)                        | 34                 | modifier les données · modifier les données |
| Courcy                          | 14190      | CC du Pays de Falaise | 9,12             | 137 (2022)                        | 15                 | modifier les données · modifier les données |
| Crocy                           | 14206      | CC du Pays de Falaise | 10,07            | 287 (2022)                        | 29                 | modifier les données · modifier les données |
| Damblainville                   | 14216      | CC du Pays de Falaise | 6,35             | 231 (2022)                        | 36                 | modifier les données · modifier les données |
| Le Détroit                      | 14223      | CC du Pays de Falaise | 5,52             | 92 (2022)                         | 17                 | modifier les données · modifier les données |
| Épaney                          | 14240      | CC du Pays de Falaise | 11,59            | 495 (2022)                        | 43                 | modifier les données · modifier les données |
| Eraines                         | 14244      | CC du Pays de Falaise | 4,04             | 286 (2022)                        | 71                 | modifier les données · modifier les données |
| Ernes                           | 14245      | CC du Pays de Falaise | 8,90             | 323 (2022)                        | 36                 | modifier les données · modifier les données |
| Fontaine-le-Pin                 | 14276      | CC du Pays de Falaise | 8,54             | 340 (2022)                        | 40                 | modifier les données · modifier les données |
| Fourches                        | 14283      | CC du Pays de Falaise | 4,78             | 217 (2022)                        | 45                 | modifier les données · modifier les données |
| Fourneaux-le-Val                | 14284      | CC du Pays de Falaise | 5,39             | 154 (2022)                        | 29                 | modifier les données · modifier les données |
| Fresné-la-Mère                  | 14289      | CC du Pays de Falaise | 8,14             | 572 (2022)                        | 70                 | modifier les données · modifier les données |
| La Hoguette                     | 14332      | CC du Pays de Falaise | 24,44            | 664 (2022)                        | 27                 | modifier les données · modifier les données |
| Les Isles-Bardel                | 14343      | CC du Pays de Falaise | 5,69             | 71 (2022)                         | 12                 | modifier les données · modifier les données |
| Jort                            | 14345      | CC du Pays de Falaise | 6,58             | 303 (2022)                        | 46                 | modifier les données · modifier les données |
| Leffard                         | 14360      | CC du Pays de Falaise | 6,89             | 209 (2022)                        | 30                 | modifier les données · modifier les données |
| Les Loges-Saulces               | 14375      | CC du Pays de Falaise | 6,74             | 160 (2022)                        | 24                 | modifier les données · modifier les données |
| Louvagny                        | 14381      | CC du Pays de Falaise | 5,50             | 59 (2022)                         | 11                 | modifier les données · modifier les données |
| Maizières                       | 14394      | CC du Pays de Falaise | 7,15             | 428 (2022)                        | 60                 | modifier les données · modifier les données |
| Le Marais-la-Chapelle           | 14402      | CC du Pays de Falaise | 2,42             | 95 (2022)                         | 39                 | modifier les données · modifier les données |
| Martigny-sur-l'Ante             | 14405      | CC du Pays de Falaise | 9,34             | 322 (2022)                        | 34                 | modifier les données · modifier les données |
| Le Mesnil-Villement             | 14427      | CC du Pays de Falaise | 3,55             | 284 (2022)                        | 80                 | modifier les données · modifier les données |
| Morteaux-Coulibœuf              | 14452      | CC du Pays de Falaise | 11,76            | 607 (2022)                        | 52                 | modifier les données · modifier les données |
| Les Moutiers-en-Auge            | 14457      | CC du Pays de Falaise | 10,10            | 129 (2022)                        | 13                 | modifier les données · modifier les données |
| Noron-l'Abbaye                  | 14467      | CC du Pays de Falaise | 7,62             | 317 (2022)                        | 42                 | modifier les données · modifier les données |
| Norrey-en-Auge                  | 14469      | CC du Pays de Falaise | 8,86             | 95 (2022)                         | 11                 | modifier les données · modifier les données |
| Olendon                         | 14476      | CC du Pays de Falaise | 7,45             | 186 (2022)                        | 25                 | modifier les données · modifier les données |
| Ouilly-le-Tesson                | 14486      | CC du Pays de Falaise | 12,00            | 561 (2022)                        | 47                 | modifier les données · modifier les données |
| Perrières                       | 14497      | CC du Pays de Falaise | 8,17             | 341 (2022)                        | 42                 | modifier les données · modifier les données |
| Pertheville-Ners                | 14498      | CC du Pays de Falaise | 8,25             | 236 (2022)                        | 29                 | modifier les données · modifier les données |
| Pierrefitte-en-Cinglais         | 14501      | CC du Pays de Falaise | 10,72            | 237 (2022)                        | 22                 | modifier les données · modifier les données |
| Pierrepont                      | 14502      | CC du Pays de Falaise | 4,29             | 84 (2022)                         | 20                 | modifier les données · modifier les données |
| Pont-d'Ouilly                   | 14764      | CC du Pays de Falaise | 19,50            | 999 (2022)                        | 51                 | modifier les données · modifier les données |
| Potigny                         | 14516      | CC du Pays de Falaise | 4,26             | 2 076 (2022)                      | 487                | modifier les données · modifier les données |
| Rapilly                         | 14531      | CC du Pays de Falaise | 4,19             | 46 (2022)                         | 11                 | modifier les données · modifier les données |
| Rouvres                         | 14546      | CC du Pays de Falaise | 8,87             | 222 (2022)                        | 25                 | modifier les données · modifier les données |
| Saint-Germain-Langot            | 14588      | CC du Pays de Falaise | 10,35            | 352 (2022)                        | 34                 | modifier les données · modifier les données |
| Saint-Martin-de-Mieux           | 14627      | CC du Pays de Falaise | 10,12            | 391 (2022)                        | 39                 | modifier les données · modifier les données |
| Saint-Pierre-Canivet            | 14646      | CC du Pays de Falaise | 7,01             | 461 (2022)                        | 66                 | modifier les données · modifier les données |
| Saint-Pierre-du-Bû              | 14649      | CC du Pays de Falaise | 7,39             | 442 (2022)                        | 60                 | modifier les données · modifier les données |
| Sassy                           | 14669      | CC du Pays de Falaise | 9,56             | 212 (2022)                        | 22                 | modifier les données · modifier les données |
| Soulangy                        | 14677      | CC du Pays de Falaise | 7,18             | 250 (2022)                        | 35                 | modifier les données · modifier les données |
| Soumont-Saint-Quentin           | 14678      | CC du Pays de Falaise | 6,87             | 635 (2022)                        | 92                 | modifier les données · modifier les données |
| Tréprel                         | 14710      | CC du Pays de Falaise | 5,40             | 109 (2022)                        | 20                 | modifier les données · modifier les données |
| Ussy                            | 14720      | CC du Pays de Falaise | 8,68             | 845 (2022)                        | 97                 | modifier les données · modifier les données |
| Versainville                    | 14737      | CC du Pays de Falaise | 7,70             | 508 (2022)                        | 66                 | modifier les données · modifier les données |
| Vicques                         | 14742      | CC du Pays de Falaise | 2,66             | 69 (2022)                         | 26                 | modifier les données · modifier les données |
| Vignats                         | 14751      | CC du Pays de Falaise | 8,80             | 285 (2022)                        | 32                 | modifier les données · modifier les données |
| Villers-Canivet                 | 14753      | CC du Pays de Falaise | 12,24            | 725 (2022)                        | 59                 | modifier les données · modifier les données |
| Villy-lez-Falaise               | 14759      | CC du Pays de Falaise | 4,95             | 269 (2022)                        | 54                 | modifier les données · modifier les données |
| Canton de Falaise               | 1413       |                       | 462,11           | 26 572 (2022)                     | 58                 | modifier les données                        |

## Démographie
En 2022, le canton comptait 26 572 habitants, en évolution de −3,28 % par rapport à 2016 (Calvados : +1,58 %, France hors Mayotte : +2,11 %).
| 2013   | 2018   | 2022   |
| ------ | ------ | ------ |
| 27 334 | 27 068 | 26 572 |